# انریکو مازولا
انریکو مازولا (انگلیسی: Enrico Mazzola؛ زادهٔ ۷ آوریل ۱۹۴۴) بازیکن فوتبال است.
از باشگاه‌هایی که در آن بازی کرده است می‌توان به باشگاه فوتبال بازل اشاره کرد.